# 조애나 컨스
조애나 컨스(Joanna Kerns, 1953년 2월 12일 ~ )는 미국의 배우, 감독이다.

## 작품 목록
- 미녀 삼총사
- 매그넘 P.I.
- V (1983년 드라마)
- A 특공대
- 매그넘 P.I.
- 그로잉 페인즈
- 처음 만나는 자유
- 사고친 후에

### 연출
- 앨리 맥빌
- 보스턴 퍼블릭
- 저징 에이미
- 펠리시티 (드라마)
- 도슨의 청춘일기
- 원 트리 힐
- 스크럽스
- 미래에서 온 필
- 조안 오브 아카디아
- 고스트 위스퍼러
- ER (드라마)
- 사이크
- 고스트 & 크라임
- 아미 와이브즈
- 그레이 아나토미
- 프라이빗 프랙티스
- 사만다 후?
- 더 라잉 게임
- 프리티 리틀 라이어스
- 포스터 가족
- 스위치드 앳 버스
- 체이싱 라이프
- 제인 더 버진
- 어쿼드
- 내슈빌 (드라마)
- 크레이지 엑스 걸프렌드
- 골드버그 패밀리
- 디스 이즈 어스
- 맨 위드 어 플랜
- 굿 닥터 (2017년 드라마)
- 다이너스티 (2017년 드라마)
- 왓/이프
- 매드 어바웃 유
- 로스웰, 뉴 멕시코
- FBI (드라마)
- 와이 우먼 킬
- 어 밀리언 리틀 씽즈